# Lauri Koskela
Lauri Koskela (Lapua, Finlandia, 16 de mayo de 1907-3 de agosto de 1944) fue un deportista finlandés especialista en lucha grecorromana donde llegó a ser medallista de bronce olímpico en Los Ángeles 1932.

## Carrera deportiva
En los Juegos Olímpicos de 1932 celebrados en Los Ángeles ganó la medalla de bronce en lucha grecorromana estilo peso pluma, tras el italiano Giovanni Gozzi (oro) y el alemán Wolfgang Ehrl (plata).